# Balatonfűzfő

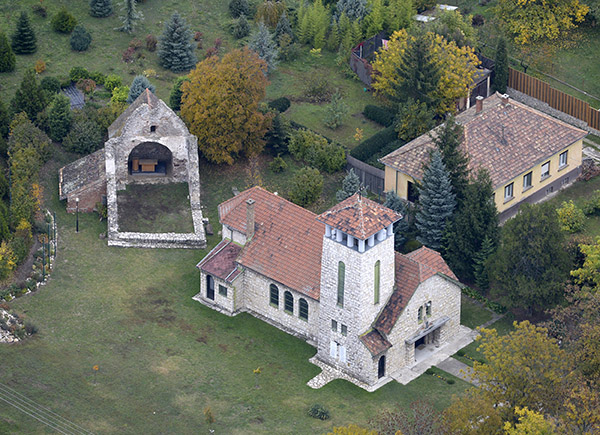
Balatonfűzfő, Jézus Szíve-templom

Balatonfűzfő város Veszprém vármegyében, a Balatonalmádi járásban. 925 hektáros kiterjedésével a megye és a Közép-Dunántúl legkisebb közigazgatási területű városa.

## Fekvése
A Balaton északkeleti csücskén, a Fűzfői-öböl partján terül el. A településhez tartozó lakott településrészek eltérő időben és különböző funkcióval jöttek létre, részben az itt létesített ipari üzemek tevékenységéhez kapcsolódva, esetenként kifejezetten azok lakótelepeként.
A közvetlenül határos települések: észak felől Királyszentistván, kelet felől Papkeszi, délkelet felől Balatonkenese, délnyugat felől Balatonalmádi, északnyugat felől pedig Litér; kelet felől ugyancsak Litérhez tartozó külterületek határolják. Keleti irányban egyébként a legközelebbi település Papkeszi, de a közigazgatási területeik nem érintkeznek.

### Megközelítése
Közúton a tó északi partján végighúzódó 71-es főúton (illetve a Kenesét elkerülő 710-es főúton) és az abból Veszprém, illetve a 8-as főút felé kiágazó 72-es főút felől közelíthető meg. Északi határszélén indul a 72-es főútból kiágazva Papkeszi és Balatonkenese irányába a 7213-as út, valamint egy rövid szakaszon érinti még Balatonfűzfő területét a Litér déli részétől Királyszentistvánon át Sólyig vezető 7216-os út is.
Vasúton is kényelmesen elérhető a település, a Börgönd–Szabadbattyán–Tapolca-vasútvonalon, bár a vonal egyetlen itteni megállási pontján, Balatonfűzfő vasútállomáson – mely a településközpont déli-délnyugati szélén helyezkedik el – a hosszabb távon közlekedő vonatok egy része nem áll meg. A településen több helyütt fellelhetők még – elsősorban az egykori helyi ipartelepek közelében – a tapolcai fővonaltól független vonaldarabok (vagy azok maradványai) is, ezek a vasúti szakaszok hajdan alapvetően a Lepsény–Hajmáskér-vasútvonalhoz csatlakoztak.

## Története
A régészeti leletek tanúsága szerint Balatonfűzfő a római korig visszanyúló múlttal rendelkező település. Balatonfűzfő a Balaton északkeleti csücskén fekvő, a régészeti leletek tanúsága szerint a Római-korig visszanyúló múlttal rendelkező város. Írásos formában egy 990-ben kelt adománylevélben említik először Mámát, a település ősét.
A középkorban, majd a XVII. században is elpusztult település tárgyi emlékei mind-mind bizonyítékai annak, hogy Fűzfõ természeti adottságai letelepedésre és ittmaradásra késztették a helyét kereső embert.
Feltehetõen már a honfoglalás idején is létezett az a Máma nevû település, amely István király ezredforduló táján készült görög nyelvû adománylevelében szerepel. Az adománylevél szerint Mámát - a szomszédos településekkel együtt - a Veszprém-völgyi görög apácáknak adja a király.
A tatárjárás 1242-ben ezt a települést is feldúlta, és a temploma is elpusztulhatott, mert a ma ismert romtemplom keletkezési idejét a régészek a 13. századra datálják. Egy dokumentum szerint 1292-ben már állt Máma Szent László tiszteletére emelt temploma, amelyet minden valószínűség szerint a tatárjárás után építettek fel.
Máma falu pusztulásáról nincsenek írásos adatok, de Thaly Kálmán: „Dunántúli hadjárat 1707-ben” című könyve alapján feltehető, hogy a 18. század elején, a Rákóczi-szabadságharc során pusztult el. A csatazaj elmúltával a falu lakói nem telepedtek vissza, bár temploma még állhatott, mert egy 54 évvel későbbi, 1761 augusztusában kelt vörösberényi egyházlátogatási jegyzőkönyvben a következők olvashatók: „A faluval szomszédos mámai pusztán van remeteség és remete. Távol van az emberektől, bár az esztergomi főegyházmegye engedélyével a Szt. László tiszteletére szentelt templom mellett létesült.” Tehát ebben az időben még állt a templom egy mellé épített remetelakkal. A templom későbbi pusztulásának körülményeiről nincsenek adataink. Az 1928-29-ből származó fényképen már rom, de még a nyugati oromfala is áll. A Jókai utcában található romtemplom napjainkban jeles ünnepségek helyszíne. Az újkori település ezzel a megnyilatkozással is tisztelegni óhajt a középkori Mámának, melyet történelmi elődjének tekint.
A város mai arculata a 20. század első évtizedeiben – a vasútépítést (1909) követően – kezdett kialakulni és formálódik még napjainkban is. Fűzfő története és fejlődése egybeforrt az idetelepített vegyi- és papíriparral. Az ipari jelleg miatt azonban sokáig „rejtve” maradt Balatonfűzfő idegenforgalmi adottsága, jóllehet már az 1920-as évektől kezdődően élénk fürdő- és vitorlásélet alakult ki a településen.
Az ipar jelenléte azonban számos olyan létesítményt is teremtett, amelyeket a település saját erejéből nem tudott volna létrehozni. Ide sorolható a művelődés jelentős lehetőségeit biztosító Művelődési Központ, melynek épületét 1940-ben építette a Nitrokémia Ipartelepek Rt. Ugyancsak az ipari vállalat támogatásával jött létre az 1950-es évek közepén a környék egyik legszínvonalasabb sportcentruma, majd a megyei intézmények és vállalatok összefogásával a Balaton Uszoda, amely alkalmas úszóversenyek lebonyolítására is.
Az ipari környezetkárosító hatások visszaszorulásával párhuzamosan megjelentek idegenforgalom kiszolgálását célzó beruházások: vitorláskikötők épültek, elkészült a Balaton-part első téli-nyári bobpályája, újak létesültek és korszerűsödtek a vendéglátóhelyek, körvonalazódik a Balaton-parti sáv kiépítése is, parkokkal, sportpályákkal, sétányokkal – minden itt élő és idelátogató ember számára.
Balatonfűzfőt – 2000. július 1-jei hatállyal – a Magyar Köztársaság Elnöke: Göncz Árpád, Pintér Sándor belügyminiszter javaslatára várossá nyilvánította. 2006-tól testvérvárosa is van: Donegal ( Írország ), egy tengerparti város hasonló öböl partján. 

## Közélete

### Polgármesterei
- 1990–1994: Dr. Varjú Lajos (független)[5]
- 1994–1998: Dr. Varjú Lajos (független)[6]
- 1998–2002: Dr. Varjú Lajos (független)[7]
- 2002–2006: Dr. Varjú Lajos (független)[8]
- 2006–2010: Majorné Kiss Zsuzsanna (független)[9]
- 2010–2014: Marton Béla (független)[10]
- 2014–2019: Marton Béla (független)[11]
- 2019–2020: Szanyi Szilvia (független)[12]
- 2020–2024: Szanyi Szilvia (független)[13]
- 2024– : Szanyi Szilvia (független)[1]

A településen 2020. október 18-án időközi polgármester-választást (és képviselő-testületi választást) kellett tartani, mert az előző képviselő-testület a nyár elején feloszlatta magát.

## Népesség
A település népességének változása:
| Lakosok száma | 4248 | 4169 | 4142 | 4607 | 4305 | 4610 | 4537 |
|               | 2013 | 2014 | 2015 | 2021 | 2022 | 2023 | 2024 |

A 2011-es népszámlálás idején a lakosok 87,9%-a magyarnak, 1,6% németnek, 0,2% cigánynak mondta magát (11,9% nem nyilatkozott). A vallási megoszlás a következő volt: római katolikus 34,9%, református 10,7%, evangélikus 1,7%, görögkatolikus 0,2%, felekezeten kívüli 22,1% (29,4% nem nyilatkozott).
2022-ben a lakosság 88,2%-a vallotta magát magyarnak, 1,5% németnek, 0,3% cigánynak, 0,3% románnak, 0,2% ukránnak, 0,2% szlováknak, 0,1% horvátnak, 3,2% egyéb, nem hazai nemzetiségűnek (11,4% nem nyilatkozott; a kettős identitások miatt a végösszeg nagyobb lehet 100%-nál). Vallásuk szerint 25,1% volt római katolikus, 9,7% református, 1,2% evangélikus, 0,4% görög katolikus, 0,1% izraelita, 0,1% ortodox, 1,1% egyéb keresztény, 0,7% egyéb katolikus, 17,4% felekezeten kívüli (44% nem válaszolt).

## Nevezetességei
- Balaton Csillagvizsgáló (www.csillagvizsgalo.com)
- Jézus Szíve római katolikus templom, és romtemplom
- Óriás mamutfenyő (Sequoiadendron giganteum) a Művelődési Központ szomszédságában.
- Balaton uszoda
- Balatoni BOB (BOB²)
- "Szellem Erőmű" (A hadi üzemhez épített föld alatti erőmű, gépei 1990 után leszerelve)
- Fövenyfürdő Balatonfűzfő
- Az 1920-as és 30-as évekből származó villák Fűzfőfürdőn (Bartók Béla u., Jókai Mór u., Felsővillasor)
- Fűzfőgyártelepi lakótelep – városkép
- Klebelsberg-iskolaépület

## A település az irodalomban, filmekben
- Érintőlegesen említve szerepel a település Kőhalmi Zoltán humorista A férfi, aki megølt egy férfit, aki megølt egy férfit – avagy 101 hulla Dramfjordban című regényében (a harmadik rész 7. szakaszában).
- A Vándorló halál című magyar bűnügyi könyvben is megemlítik a fűzfői teniszpályákat...

## Sport
Balatonfűzfő legnagyobb múlttal rendelkező sportegyesülete a Fűzfői Atlétikai Klub.

## Hírességek
- A településen született Bozay Attila (1939–1999) magyar zeneszerző, citera- és csőrfuvola-játékos.
- A településen született Herczeg Csilla (1958–1995) magyar színésznő.
- Itt élt Vágfalvi Ottó (1925–2015) festőművész.[17]
- Egy időben a településhez tartozó Mámapusztán élt, és Fűzfőgyártelepen dolgozott Bódi Mária Magdolna (1921–1945) magyar vértanú.